# 83 Leonis
83 Leonis (83 Leo) é uma sistema estelar binário a aproximadamente 58 anos-luz de distância na constelação de Leo. A estrela primária do sistema é uma subgigante laranja de classe K, enquanto a estrela secundária é uma anã laranja. As duas estrelas estão separadas por pelo menos 515 UA de distância uma da outra. Ambas as estrelas são mais frias que o Sol.
Em 2005, foi confirmado a existência de um planeta extrassolar orbitando 83 Leonis B. Em 2010 um segundo planeta foi detectado.

## Sistema estelar
O componente primário, 83 Leonis A, é uma estrela de magnitude 6,49. Não é visível a olho nu, mas pode ser vista facilmente com binóculos pequenos. A estrela tem uma classificação estelar de K0 IV, o que significa que é uma subgigante, que pode ter cessado ou está cessando a fusão de hidrogênio em seu núcleo, para então evoluir para uma gigante vermelha. Tem um raio de 1,9 vezes o raio solar e uma temperatura efetiva de 5 470 K.
O componente secundário, 83 Leonis B, é uma anã laranja de magnitude 7,57, menos massiva (0,83 MSol), menor e mais fria que o Sol. Ela é visível somente com binóculos ou melhores equipamentos. Os componentes A e B compartilham um movimento próprio comum, confirmando que são mesmo um par de estrela fisicamente ligadas. A separação projetada entre as estrelas é de 515 UA, mas a separação real pode ser muito mais alta.
Há outro componente de magnitude 14,4 listado no Catálogo de Estrelas Duplas Washington. Contudo, esta estrela está se movendo diferentemente do sistema de 83 Leonis.

## Sistema planetário
O planeta 83 Leonis Bb foi descoberto em janeiro de 2005, pela equipe do California and Carnegie Planet Search, que usou o método da velocidade radial para detectar o planeta. Tem uma massa mínima menor que metade da massa de Saturno. Orbita 83 Leonis B em uma órbita muito curta com um período orbital de 17 dias.
O planeta 83 Leonis Bc foi descoberto em 2010 pelo método da velocidade radial. Tem uma massa mínima de 0,36 vezes a massa de Júpiter. Sua órbita é bem maior que a órbita do planeta b, com um semieixo maior de 5,4 UA e um período orbital de 4 970 dias.
| Planeta | Massa             | Semieixo maior (UA) | Período orbital (dias) | Excentricidade |
| ------- | ----------------- | ------------------- | ---------------------- | -------------- |
| b       | ≥0,087 ± 0,006 MJ | 0,12186 ± 0,00002   | 17,054 ± 0,003         | 0,13 ± 0,07    |
| c       | ≥0,36 ± 0,06 MJ   | 5,4 ± 0,5           | 4 970 ± 744            | 0,1 ± 0,2      |